# BMW 435
BMW 435 - це середньорозмірні автомобілі 4 серії, які вперше дебютували у 2013 році. Випускаються у різних кузовах - купе, хетчбек і кабріолет. Існують такі покоління цієї моделі:
- BMW F32 - 2013-н.ч.;
- BMW F33 - 2013-н.ч.;
- BMW F36 - 2014-н.ч.

### Опис
BMW 435і 2016 року має 3.0-літровий шестициліндровий турбодвигун, що  пропонує 225 кВт та 400 ньютон-метрів потужності. Пару двигуну складає восьмиступінчаста автоматична коробка передач. 306 конячкам двигуна знадобиться 4.9 секунди для розгону. Витрачає автомобіль з цим двигуном 7.6 л/100км. 
435i Gran Coupe на 91 кг важчий за еквівалентний седан F30 335i. 

### Огляд моделі

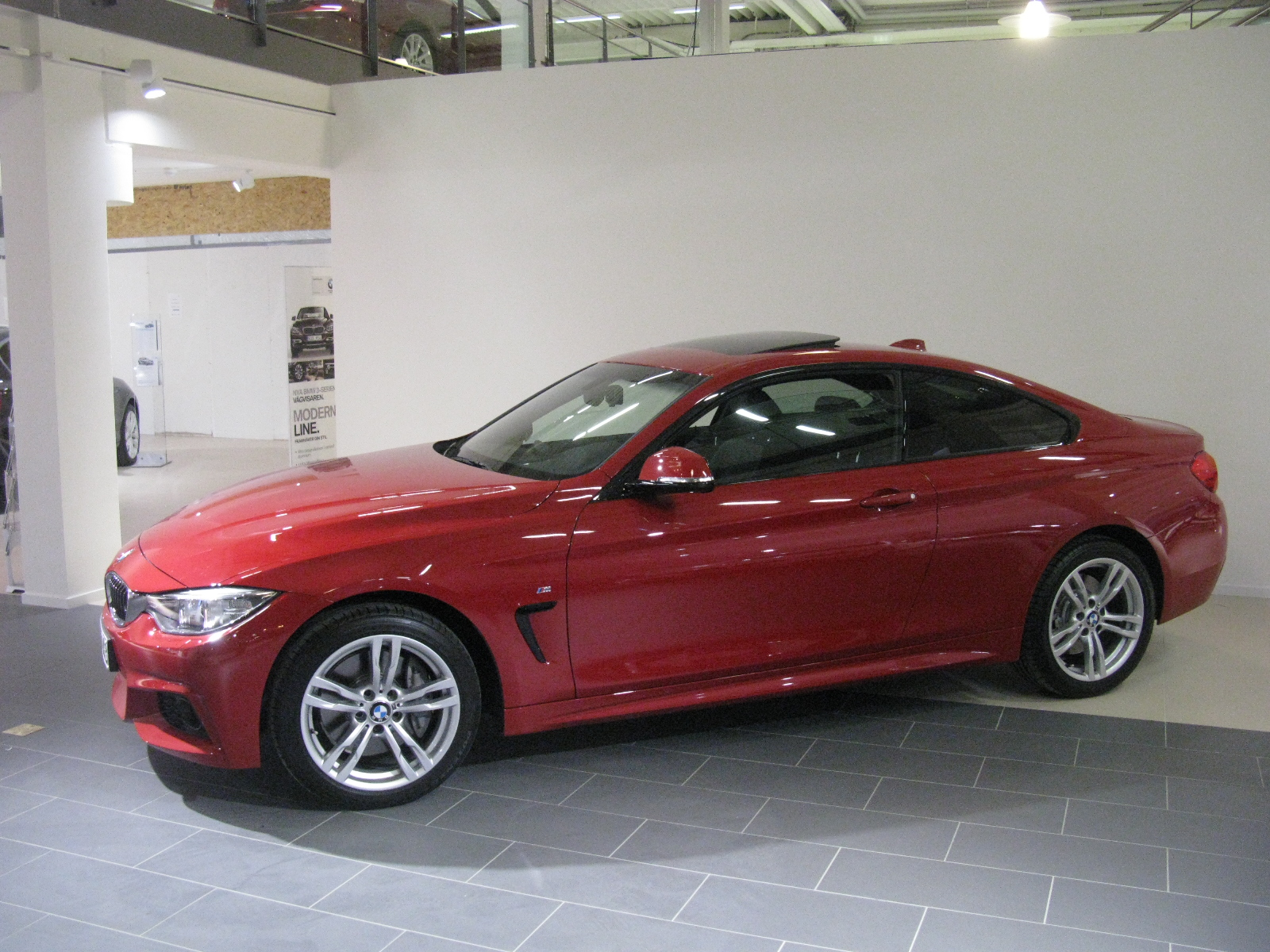
BMW 435i Coupé M Sport
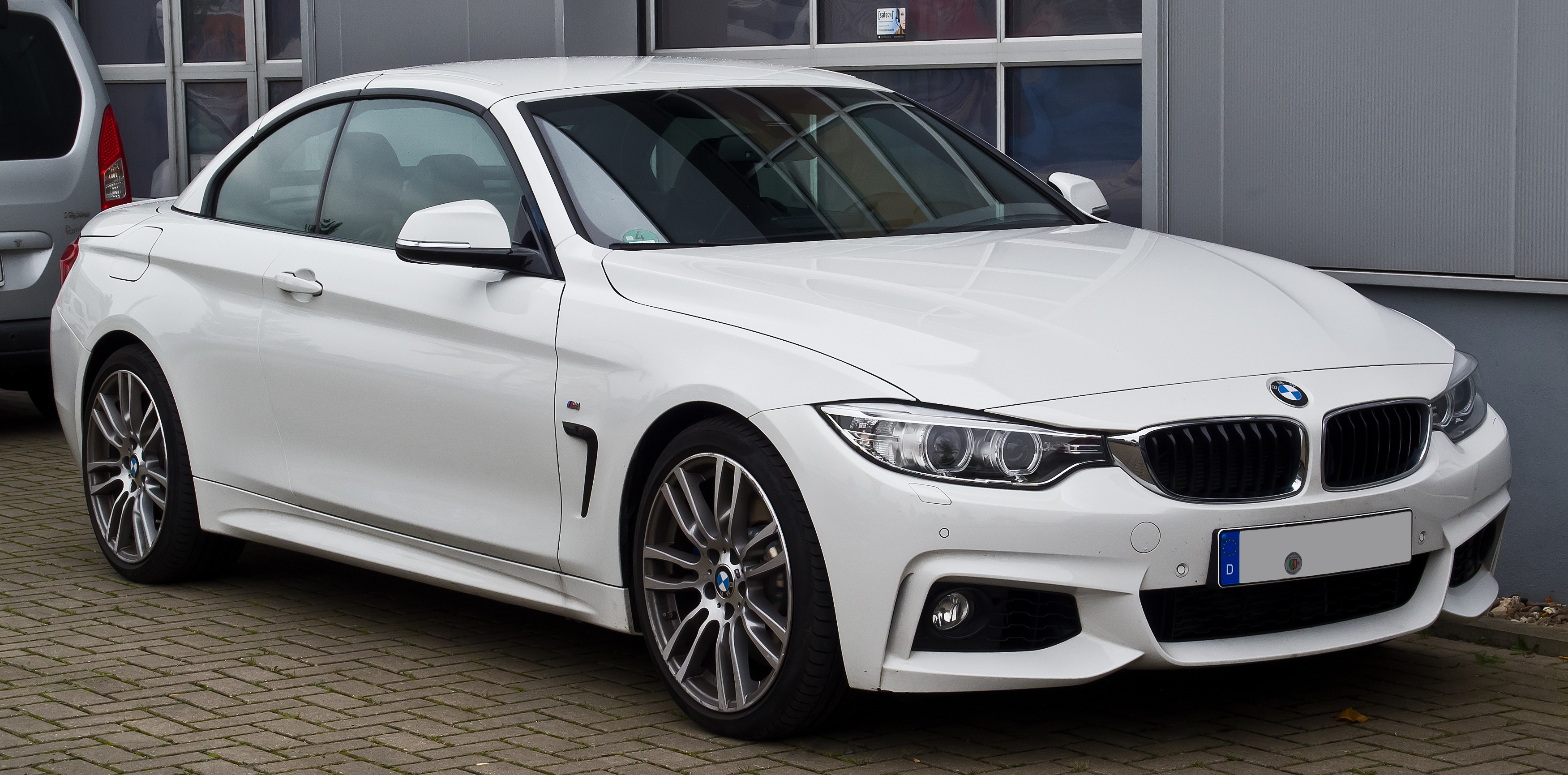
BMW 435i Cabriolet M Sport (F33)
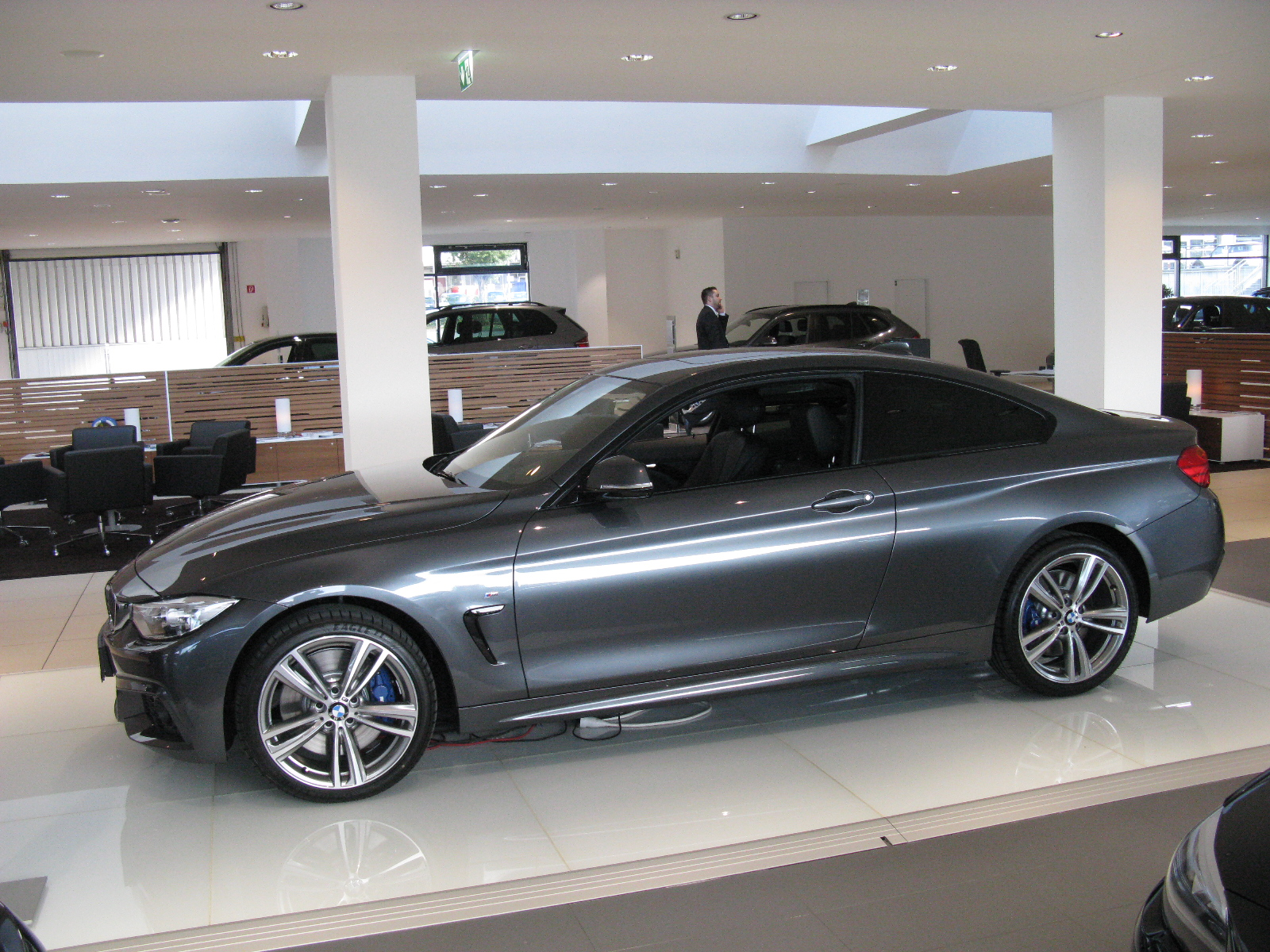
BMW 435i M Sport